# Монестье-Пор-Дьё
Монестье́-Пор-Дьё (фр. Monestier-Port-Dieu, окс. Monestièr e Port Dieu) — коммуна во Франции, находится в регионе Лимузен. Департамент — Коррез. Входит в состав кантона Бор-лез-Орг. Округ коммуны — Юссель.
Код INSEE коммуны — 19142.
Коммуна расположена приблизительно в 380 км к югу от Парижа, в 105 км восточнее Лиможа, в 65 км к северо-востоку от Тюля.

## Население
Население коммуны на 2008 год составляло 125 человек.
| 1962 | 1968 | 1975 | 1982 | 1990 | 1999 | 2008 |
| ---- | ---- | ---- | ---- | ---- | ---- | ---- |
| 183  | 203  | 155  | 153  | 143  | 116  | 125  |

## Администрация
| Период | Период | Фамилия         | Партия | Примечания |
| ------ | ------ | --------------- | ------ | ---------- |
| 2001   | 2008   | Поль Кудер      |        |            |
| 2008   |        | Марсель Бурдуле |        |            |

## Экономика
В 2007 году среди 76 человек в трудоспособном возрасте (15-64 лет) 54 были экономически активными, 22 — неактивными (показатель активности — 71,1 %, в 1999 году было 62,9 %). Из 54 активных работали 49 человек (30 мужчин и 19 женщин), безработных было 5 (3 мужчин и 2 женщины). Среди 22 неактивных 2 человека были учениками или студентами, 10 — пенсионерами, 10 были неактивными по другим причинам.